# Anni 470 a.C.
Gli anni 470 a.C. sono il decennio che comprende gli anni dal 479 a.C. al 470 a.C. inclusi.

## Personaggi
- Socrate, filosofo antico greco

## Nati
- Mozi, filosofo cinese († 381 a.C.)

- Filolao, filosofo, astronomo e matematico greco antico († 390 a.C.)
- Ippocrate di Chio, matematico e astronomo greco antico († 410 a.C.)
- Lisippo Comico, commediografo greco antico († 405 a.C.)
- Nicia, militare e politico ateniese († 413 a.C.)

## Morti
- 11 aprile - Confucio, filosofo cinese (n. 551 a.C.)
- Amonfareto, militare spartano
- Aristodemo di Sparta, militare spartano
- Cleombroto, militare spartano
- Mardonio, generale persiano
- Masistio, generale persiano

- Gelone, siceliota (n. 540 a.C.)
- Gaio Servilio Strutto Ahala, politico e militare romano477 a.C.
- Cesone Fabio Vibulano, politico e militare romano
- Marco Fabio Vibulano, politico romano
- Itoku, imperatore giapponese (n. 553 a.C.)476 a.C.
- Anassila
- Ecateo di Mileto, geografo e storico greco antico (n. 550 a.C.)475 a.C.
- Atossa, principessa persiana (n. 550 a.C.)
- Damo, filosofa greca antica (n. 535 a.C.)
- Eraclito, filosofo greco antico (n. 535 a.C.)
- Senofane, filosofo e poeta greco antico (n. 570 a.C.)472 a.C.
- Terone, siceliota470 a.C.
- Appio Claudio Sabino Inregillense, politico romano